# Teorema di Bohr-Van Leeuwen
Il teorema di Bohr-Van Leeuwen afferma che quando vengono applicate in modo coerente la meccanica statistica e la meccanica classica, la media termica della magnetizzazione è sempre nulla. Ciò rende il magnetismo nei solidi un fenomeno puramente quantistico e significa che la fisica classica non può giustificare il diamagnetismo. Da questo teorema segue anche l'incapacità per la fisica classica di spiegare la triboelettricità.

## Storia
Quello che ora ha il nome di teorema di Bohr-Van Leeuwen fu scoperto da Niels Bohr nel 1911 nella sua dissertazione di dottorato e fu successivamente riscoperto da Hendrika Johanna van Leeuwen nella sua tesi di dottorato nel 1921.  Nel 1932, Van Vleck formalizzò e sviluppò sul teorema iniziale di Bohr in un libro che scrisse sulle suscettività elettrica e magnetica.
L'aspetto significativo di questa scoperta è che la fisica classica non prevede alcune cose come il paramagnetismo, il diamagnetismo e il ferromagnetismo e quindi è necessaria la fisica quantistica per spiegare gli eventi magnetici. Questo risultato, "forse la pubblicazione più deflazionistica di tutti i tempi", può aver contribuito allo sviluppo di Bohr di una quasi-classica teoria dell'atomo di idrogeno nel 1913.

## Dimostrazione

### Dimostrazione più intuitiva
Il teorema di Bohr-Van Leeuwen si applica a un sistema isolato che non può ruotare. Se il sistema isolato può ruotare in risposta a un campo magnetico esterno, allora il teorema non è valido. Se, inoltre, c'è solo uno stato di equilibrio termico a una data temperatura e in un dato campo, e il sistema ha il tempo di tornare in equilibrio dopo che viene applicato un campo, allora non ci sarà alcuna magnetizzazione.
La probabilità che un sistema sarà in un certo stato di moto è predetta dalla statistica di Maxwell-Boltzmann essere proporzionale a {\displaystyle \exp(-U/k_{\text{B}}T)}, dove {\displaystyle U} è l'energia del sistema, {\displaystyle k_{\text{B}}} è la costante di Boltzmann, e {\displaystyle T} è la temperatura assoluta. Questa energia è uguale all'energia cinetica {\displaystyle (mv^{2}/2)} per una particella con massa {\displaystyle m} e velocità {\displaystyle v} e all'energia potenziale.
Il campo magnetico non contribuisce all'energia potenziale. La forza di Lorentz su una particella con carica {\displaystyle q} e velocità {\displaystyle \mathbf {v} } è
{\displaystyle \mathbf {F} =q\left(\mathbf {E} +\mathbf {v} \times \mathbf {B} \right),}
dove {\displaystyle \mathbf {E} } è il campo elettrico e {\displaystyle \mathbf {B} } è la densità di flusso magnetico. Il tasso di lavoro è {\displaystyle \mathbf {F} \cdot \mathbf {v} =q\mathbf {E} \cdot \mathbf {v} } e non dipende da {\displaystyle \mathbf {B} }. Quindi, l'energia non dipende dal campo magnetico, quindi la distribuzione dei moti non dipende dal campo magnetico.
A campo nullo, non ci sarà moto netto di particelle cariche perché il sistema non è in grado di ruotare. Ci sarà quindi un momento magnetico medio nullo. Siccome la distribuzione dei moti non dipende dal campo magnetico, il momento in equilibrio termico rimane per qualsiasi campo magnetico.

### Dimostrazione più formale
Per diminuire la complessità della dimostrazione, si userà un sistema con {\displaystyle N} elettroni.
Questo è appropriato, siccome la maggior parte del magnetismo in un solido è portata dagli elettroni, e la dimostrazione si generalizza facilmente a più di un tipo di particelle cariche.
Ogni elettrone ha una carica negativa {\displaystyle e} e massa {\displaystyle m_{\text{e}}}.
Se la sua posizione è {\displaystyle \mathbf {r} } e la velocità è {\displaystyle \mathbf {v} }, esso produce una corrente {\displaystyle \mathbf {j} =e\mathbf {v} } e un momento magnetico
{\displaystyle \mathbf {\mu } ={\frac {1}{2c}}\mathbf {r} \times \mathbf {j} ={\frac {e}{2c}}\mathbf {r} \times \mathbf {v} .}
L'equazione sopra mostra che il momento magnetico è lineare nella velocità, quindi il momento magnetico totale in una data direzione deve essere una funzione lineare della forma
{\displaystyle \mu =\sum _{i=1}^{N}\mathbf {a} _{i}\cdot {\dot {\mathbf {r} }}_{i},}
dove il punto rappresenta una derivata temporale e gli {\displaystyle \mathbf {a} _{i}} sono coefficienti vettoriali dipendenti dalla coordinate di posizione {\displaystyle \{\mathbf {r} _{i},i=1\ldots N\}}.
La statistica di Maxwell-Boltzmann dà la probabilità che l'n-esima particella abbia quantità di moto {\displaystyle \mathbf {p} _{n}} e posizione {\displaystyle \mathbf {r} _{n}} come
{\displaystyle dP\propto \exp {\left[-{\frac {{\mathcal {H}}(\mathbf {p} _{1},\ldots ,\mathbf {p} _{N};\mathbf {r} _{1},\ldots ,\mathbf {r} _{N})}{k_{\text{B}}T}}\right]}d\mathbf {p} _{1},\ldots ,d\mathbf {p} _{N}d\mathbf {r} _{1},\ldots ,d\mathbf {r} _{N},}
dove {\displaystyle {\mathcal {H}}} è la hamiltoniana, l'energia totale del sistema.
La media termica di una qualsiasi funzione {\displaystyle f(\mathbf {p} _{1},\ldots ,\mathbf {p} _{N};\mathbf {r} _{1},\ldots ,\mathbf {r} _{N})} di queste coordinate generalizzate è quindi
{\displaystyle \langle f\rangle ={\frac {\int fdP}{\int dP}}.}
In presenza di un campo magnetico,
{\displaystyle {\mathcal {H}}={\frac {1}{2m_{\text{e}}}}\sum _{i=1}^{N}\left(\mathbf {p} _{i}-{\frac {e}{c}}\mathbf {A} _{i}\right)^{2}+e\phi (\mathbf {q} ),}
dove {\displaystyle \mathbf {A} _{i}} è il potenziale vettore magnetico e {\displaystyle \phi (\mathbf {q} )} è il potenziale elettrico scalare. Per ogni particella le componenti della quantità di moto {\displaystyle \mathbf {p} _{i}} e posizione {\displaystyle \mathbf {r} _{i}} sono correlate dalle equazioni della meccanica hamiltoniana:
{\displaystyle {\begin{aligned}{\dot {\mathbf {p} }}_{i}&=-\partial {\mathcal {H}}/\partial \mathbf {r} _{i}\\{\dot {\mathbf {r} }}_{i}&=\partial {\mathcal {H}}/\partial \mathbf {p} _{i}.\end{aligned}}}
Pertanto,
{\displaystyle {\dot {\mathbf {r} }}_{i}\propto \mathbf {p} _{i},}
quindi {\displaystyle \mu } è una funzione lineare delle quantità di moto {\displaystyle \mathbf {p} _{i}}.
Il momento mediato termicamente,
{\displaystyle \langle \mu \rangle ={\frac {\int \mu dP}{\int dP}},}
è la somma di termi proporzionali a integrali della forma
{\displaystyle \int _{-\infty }^{\infty }pdp,}
dove {\displaystyle p} rappresenta una delle coordinate delle quantità di moto
L'integranda è una funzione dispari di {\displaystyle p}, quindi si annulla.
Pertanto, {\displaystyle \langle \mu \rangle =0}.

## Applicazioni
Il teorema di Bohr-Van Leeuwen è utile in molte applicazioni, tra cui la fisica del plasma.